# Copou, Vaslui
Parcul dendrologic Copou (sau Parcul Copou) este o grădină publică situată în partea de nord a orașului Vaslui, este delimitată de străzile: la sud de strada Mihail Kogălniceanu, la vest de Andrei Mureșanu, la nord de Ioanesei Adrian, la est de Veteran Țurcanu.
O atestare documentară nu există. Însă, atât în documentele cartografice privind procesul de urbanizare, cât și în mărturiile din Arhivele Statului, este menționat, rând pe rând, ca: Parc Recreativ, Grădină Publică, Parcul Copou. Documentele din Arhivele Statului menționează existența Copoului începând cu anul 1929 (Dosarul 21/1929).
Aici se evidențiază și „Aleea scriitorilor” unde au fost ridicate câteva busturi, parcul are o suprafață de 11 ha. În urma conversiei unui teren degradat din vecinătate, suprafața parcului a fost extinsă cu 1,6 ha, acesta ajungând în prezent la o suprafață de aproximativ 12,6 ha.

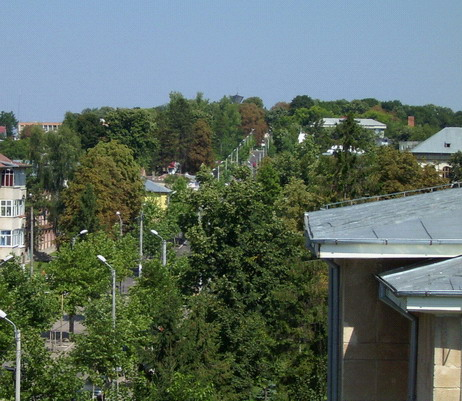
Dealul și Parcul Copou din Vaslui

Realizarea acestui parc este legată de numele fostului primar al Vasluiului, generalul Ion Rășcanu.
Aleea principală a parcului este străjuită de statuile lui Mihail Kogălniceanu, Costache Negri, Alecu Russo, Mihai Eminescu, Ion Creangă, Vasile Alecsandri, realizate de artiștii plastici V. Florea, V. Buzdugan, C. Popovici, V. Condurachi, Dan Covătaru . 
Nostalgia zilelor de altădată este amintită de prezența foișorului, unde, înainte de anul 1989, diferite formații din județ obișnuiau să susțină recitaluri de fanfară. 
Acest obicei a început încă din 1941, când, prin Decizia Ministerială nr. 3549, se aprobă ca „muzica militară a Regimentului 25 Infanterie să fie angajată în Grădina Publică – Copou”, semnatari fiind primarul, general de divizie Rășcanu Ion și secretarul D.D. Iulian.
Muzica de fanfară continuă să răsune și astăzi, dar pe o estradă construită recent, în anul 2004. În 2006 a suferit importante modificări de imagine, continuând seria de cosmetizări din ultimii ani și de plantări (în special platan).

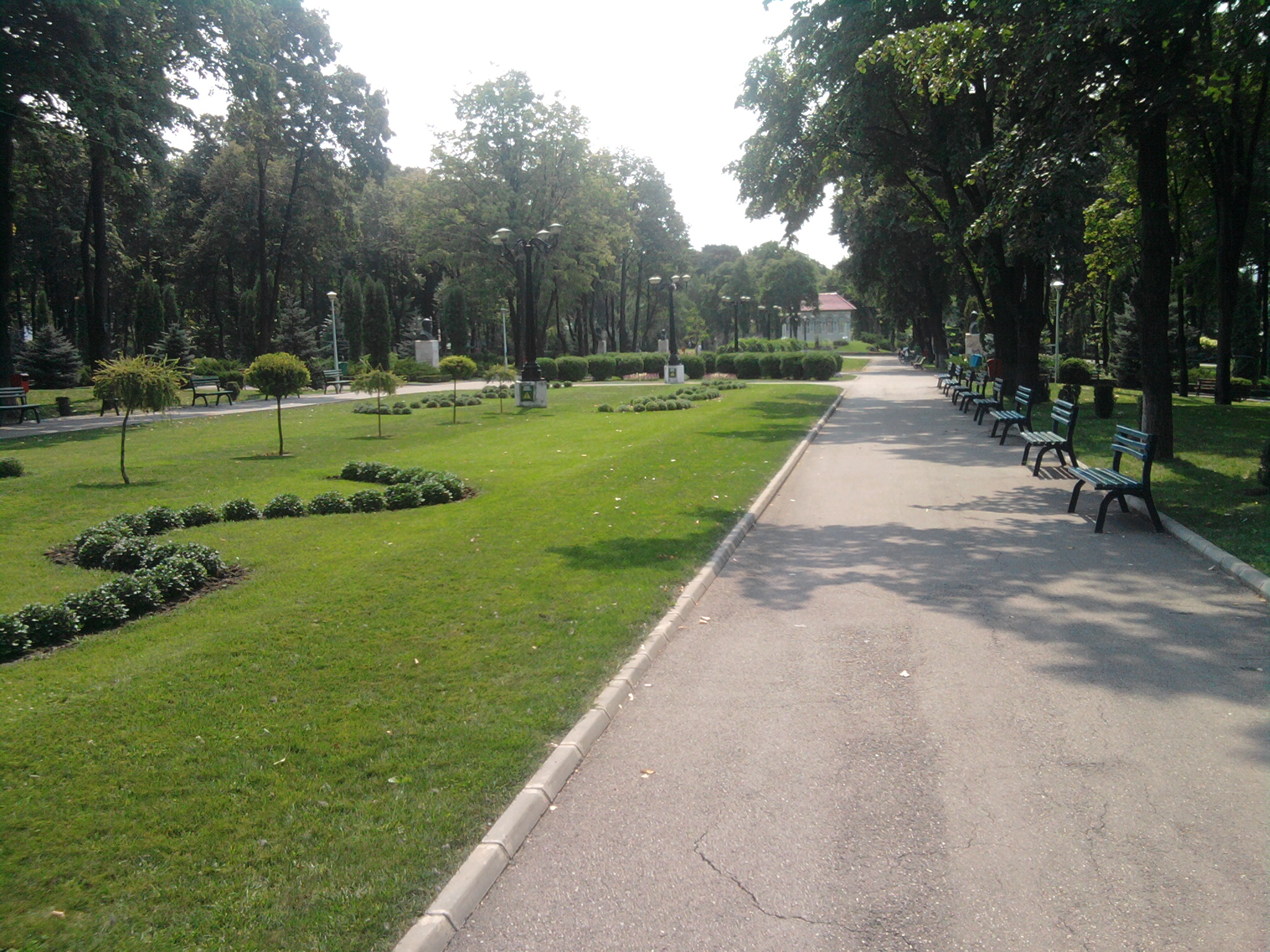
Parcul Copou.